# Станислав Йежи Лец
Станѝслав Йѐжи Лец (на полски: Stanisław Jerzy Lec), с рождено име Станислав Йежи де Туш-Лец (Stanisław Jerzy de Tusch-Letz), е полски поет, афорист, сатирик, преводач, юрист, филолог от еврейски произход. Известен е с находчивите си афоризми, епиграми и сентенции.

## Биография
Роден е на 6 март 1909 г. в Лвов, в семейството на барон Бенон де Туш–Лец и Адела Сафрин, полско-еврейски ексцентрици, които впоследствие се обръщат към протестантизма. Преди Първата световна война семейството се преселва във Виена, където малкият Станислав получава първоначалното си образование.
Завършва право през 1933 г. в Лвовския университет, основан през 1661 г. от крал Ян II Кажимеж. Пише и публикува поезия. Счита, че поезията и политиката са неделими. През 1939 г. публикува два тома сатира. След окупирането на Полша от Германия е арестуван и прибран в Тарнополския концлагер. Той получава смъртна присъда за втория си опит за бягство, но през 1943 г. той все пак успява да избяга, убивайки пазача си с лопатата, дадена му да изкопае собствения си гроб. По-късно се присъединява към Армия Людова. След победата е бил културен аташе на посолството на Полша във Виена. Продължава да пише и публикува книгата „Разходката на циника“. През 1950 г. поради несъгласие с тоталитарния режим в Полша, се премества в Израел, заедно със съпругата, сина и дъщеря си. Две години по-късно се връща във Варшава, където продължава да пише, но полските власти го наказват, като многократно забраняват да се публикуват негови творби. Въпреки това той издава четири книги поезия и сатира. Умира на 7 май 1966 г. във Варшава.

## Творчество
Най-известната му книга е „Невчесани мисли“ (Myśli nieuczesane, 1957 г.), чиято коректура получава няколко дни преди смъртта си. Книгата е преведена и публикувана в България през 1968 г. (преводач Вичо Иванов, редактор Георги Друмев, художник Борис Димовски). Няколко години по-късно той завършва продължението „Нови невчесани мисли“ (Myśli nieuczesane nowe, 1964 г.), но не доживява да види това издание.

### Произведения[6]

#### Поезия
- Barwy. (Лвов, 1933 г.)
- Zoo. Wiersze satyryczne. (Варшава, 1935 г.)
- Satyry patetyczne. (Варшава, 1936 г.)
- Notatnik polowy. Poezje. (Лодз, 1946 г.)
- Spacer cynika. Satyry i fraszki. (Варшава, 1946 г.)
- Życie jest fraszką. Fraszki i satyry. (Варшава, 1948 г.)
- Nowe wiersze. (Варшава, 1950 г.)
- Rękopis jerozolimski. (Варшава, 1956 г.)
- Kpię i pytam o drogę. (Краков, 1959 г.)
- Z tysiąca i jednej fraszki. (Варшава, 1959 г.)
- Do Abla i Kaina. (Варшава, 1961 г.)
- List gończy. (Варшава, 1963 г.)
- Poema gotowe do skoku. (Варшава, 1964 г.)
- Fraszkobranie. (Варшава, 1966 г.)
- Wybór wierszy. (Варшава, 1968 г.) (подбрани творби Катажина Милевска)
- Utwory wybrane. (Краков, 1977 г.) (подбрани творби Яцек Лукашевич)

#### Афоризми
- Myśli nieuczesane. (Краков, 1957 г.)
  - Невчесани мисли. С., Профиздат. 1968, 119 стр. (преводач Вичо Иванов)
  - Невчесани мисли. С., Фльорир. 1993, 240 стр. ISBN 954-8226-08-1(преводач Георги Асьов)
- Myśli nieuczesane nowe. (Краков, 1964 г.)